# Consejo Municipal de Montreal

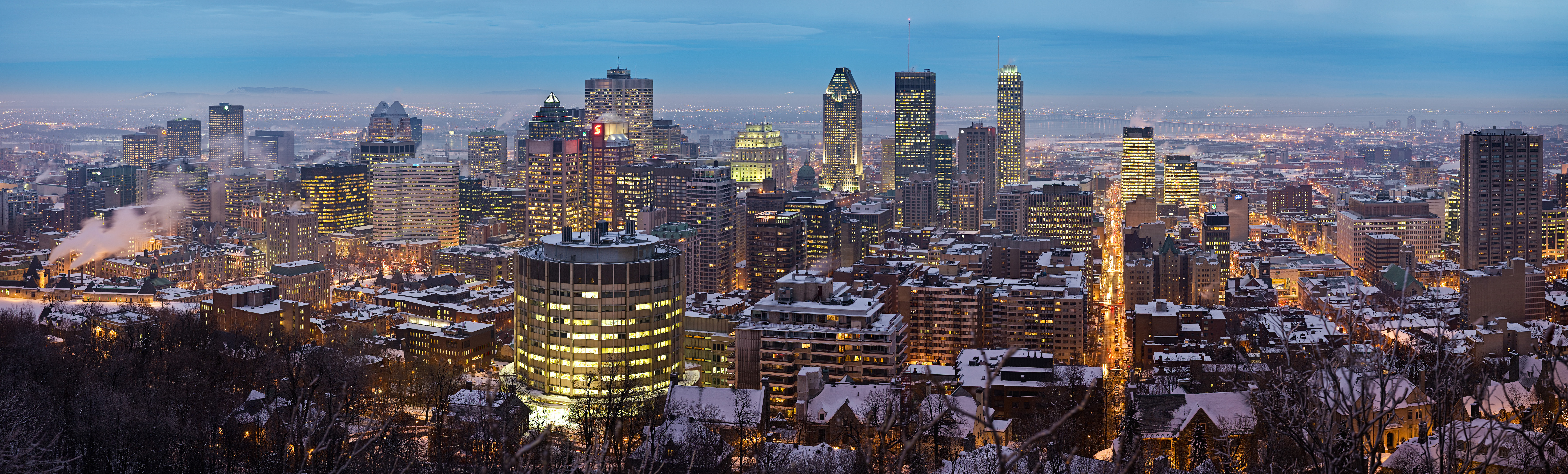
Vista de la ciudad de Montreal

El consejo municipal de Montreal es el principal órgano de toma de decisiones en la ciudad de Montreal, Quebec.
El consejo de la ciudad de Montreal asegura la coherencia de las actividades municipales: las finanzas, el plan estratégico y las principales orientaciones en términos de planificación, cultura, recreación y desarrollo económico y comunitario.
Se reúne una vez al mes en la cámara del consejo del Ayuntamiento de Montreal. Las sesiones están abiertas al público.
El Consejo está compuesto por 65 miembros. Los habitantes de la ciudad eligen al alcalde. La ciudad está dividida en 18 distritos municipales diferentes. La población de cada distrito elige a un candidato, que actuará como representante del distrito en el consejo municipal, durante un mandato de 4 años de duración. El alcalde de la ciudad es el principal administrador del gobierno de la ciudad, supervisando y orientando los departamentos de la ciudad. El consejo municipal, por su parte, discute y aprueba diferentes proyectos, así como el presupuesto anual.
El consejo municipal es el principal órgano administrativo de la ciudad de Montreal. El consejo posee más poder que el alcalde. El consejo tiene órgano jurisdiccional en varios dominios, incluyendo la seguridad pública, los cambios intergubernamentales, el medio ambiente, el urbanismo y ciertos programas de subvenciones. El consejo de la ciudad se encarga de supervisar o aprobar ciertas decisiones de los consejos de los distritos.
El consejo municipal opera siete comisiones. Las comisiones del consejo son responsables de las relaciones públicas y de la recepción de comentarios, sugestiones y críticas ligadas al consejos municipal. Son sobre todo órganos de consulta, y no poseen ningún poder administrativo en la ciudad. La principal función de las comisiones del consejo es la de informar y favorecer la participación de los ciudadanos en debates públicos relacionados con la administración de la ciudad, e informar a la población sobre los miembros del consejo municipal, y los candidatos a ser miembros de este consejo en las elecciones municipales. Cada comisión está formada de siete a nueve miembros elegidos (con excepción de un representante del gobierno de Quebec) e incluye un presidente y un vicepresidente.

#### Alcaldes de distrito (arrondissements)
| Nombre                   | Título                                                         | Partido | Partido           |
| ------------------------ | -------------------------------------------------------------- | ------- | ----------------- |
| Nancy Blanchet           | Alcaldesa de LaSalle                                           |         | Équipe LaSalle    |
| Dimitrios Jim Beis       | Alcalde de Pierrefonds-Roxboro                                 |         | Ensemble Montréal |
| Michel Bissonnet         | Alcalde de Saint-Léonard                                       |         | Ensemble Montréal |
| Christine Black          | Alcaldesa de Montréal-Nord                                     |         | Ensemble Montréal |
| François Limoges         | Alcalde de Rosemont–La Petite-Patrie                           |         | Projet Montréal   |
| Alan DeSousa             | Alcalde de Saint-Laurent                                       |         | Ensemble Montréal |
| Benoit Dorais            | Vicepresidente del comité exécutivo Alcalde de Sud-Ouest       |         | Projet Montréal   |
| Luc Rabouin              | Miembro del comité exécutivo Alcalde del Plateau-Mont-Royal    |         | Projet Montréal   |
| Laurence Lavigne Lalonde | Alcaldesa de Villeray–Saint-Michel–Parc-Extension              |         | Projet Montréal   |
| Pierre Lessard-Blais     | Alcalde de Mercier–Hochelaga-Maisonneuve                       |         | Projet Montréal   |
| Stéphane Côté            | Alcalde de L'Île-Bizard–Sainte-Geneviève                       |         | Ensemble Montréal |
| Luis Miranda             | Alcalde de Anjou                                               |         | Équipe Anjou      |
| Gracia Kasoki Katahwa    | Alcaldesa de Côte-des-Neiges–Notre-Dame-de-Grâce               |         | Projet Montréal   |
| Marie-Andrée Mauger      | Miembro del comité exécutivo Alcaldesa de Verdun               |         | Projet Montréal   |
| Caroline Bourgeois       | Alcaldesa de Rivière-des-Prairies–Pointe-aux-Trembles          |         | Projet Montréal   |
| Émilie Thuillier         | Miembro del comité exécutivo Alcaldesa d'Ahuntsic-Cartierville |         | Projet Montréal   |
| Philippe Tomlinson       | Alcalde de Outremont                                           |         | Projet Montréal   |
| Maja Vodanovic           | Miembro del comité exécutivo Alcaldesa de Lachine              |         | Projet Montréal   |